# Hemiteles albanicus
Hemiteles albanicus là một loài tò vò trong họ Ichneumonidae.